# Charlie Pasarell
Charlie (Charles Manuel) Pasarell, Jr. (San Juan (Porto Rico), 12 de fevereiro de 1944) é um ex-tenista profissional estadunidense. 